# Papillon tigré du Canada
Papilio canadensis
Espèce
Répartition géographique
Le Machaon du Canada (Papilio canadensis) est une espèce d'insectes lépidoptères qui appartient à la famille des Papilionidae, à la sous-famille des Papilioninae et au genre Papilio.
Ce papillon diurne se retrouve au Canada et dans le nord des États-Unis. Il se nomme Canadian Tiger Swallowtail en anglais. C'est une espèce qui aime particulièrement butiner les fleurs des plantes et des arbustes.

## Dénomination
Il a été nommé Papilio glaucus canadesis  par Lionel Walter Rothschild et Heinrich Ernst Karl Jordan en 1906 et jusqu’en 1991, il fut classé comme une sous-espèce du Papillon glauque.  Toutefois, dès 1991, le Papillon tigré du Canada fut élevé au rang d’espèce distincte d’après des observations physiologiques et génétiques poussées.

## Distribution
Le papillon tigré du Canada est présent dans toutes les provinces du Canada à l'exception de Terre-Neuve-et-Labrador. On le retrouve également dans le nord des États américains septentrionaux et dans l'État de l'Alaska.

## Description
Le papillon tigré du Canada a une envergure comprise entre 53 et 80 mm. Le mâle et la femelle sont d'une couleur jaune clair rayé de noir, bordé d'une large bande noire aux antérieures comme aux postérieures. Le dessous des ailes est jaune et largement voilé d'orange et de noir. Cette espèce peut être confondue avec Papilio glaucus, qui se retrouve également dans le sud de la province de l'Ontario et dans l'est des États-Unis.
Durant les trois premiers stades larvaires, la chenille est brune et ressemble à une fiente d'oiseau. Ce mimétisme la protège contre d'éventuels prédateurs. À partir du quatrième stade larvaire, la larve devient verte avec deux taches jaunes qui ressemblent à des yeux. Juste derrière ceux-ci, on retrouve une ligne transversale jaune. La larve mature pratique la contre-illumination, une forme de camouflage qui se traduit par une pigmentation plus sombre sur la face dorsale que sur la face ventrale.
Comme toutes les chenilles de la famille des Papilionidae, les larves possèdent un organe glandulaire nommé osmeterium. Celui-ci est situé sur le dos, juste derrière la tête. Cet organe est rétractable et ressemble à deux petites cornes orangées. Il dégage une odeur nauséabonde et sert à dissuader les prédateurs.

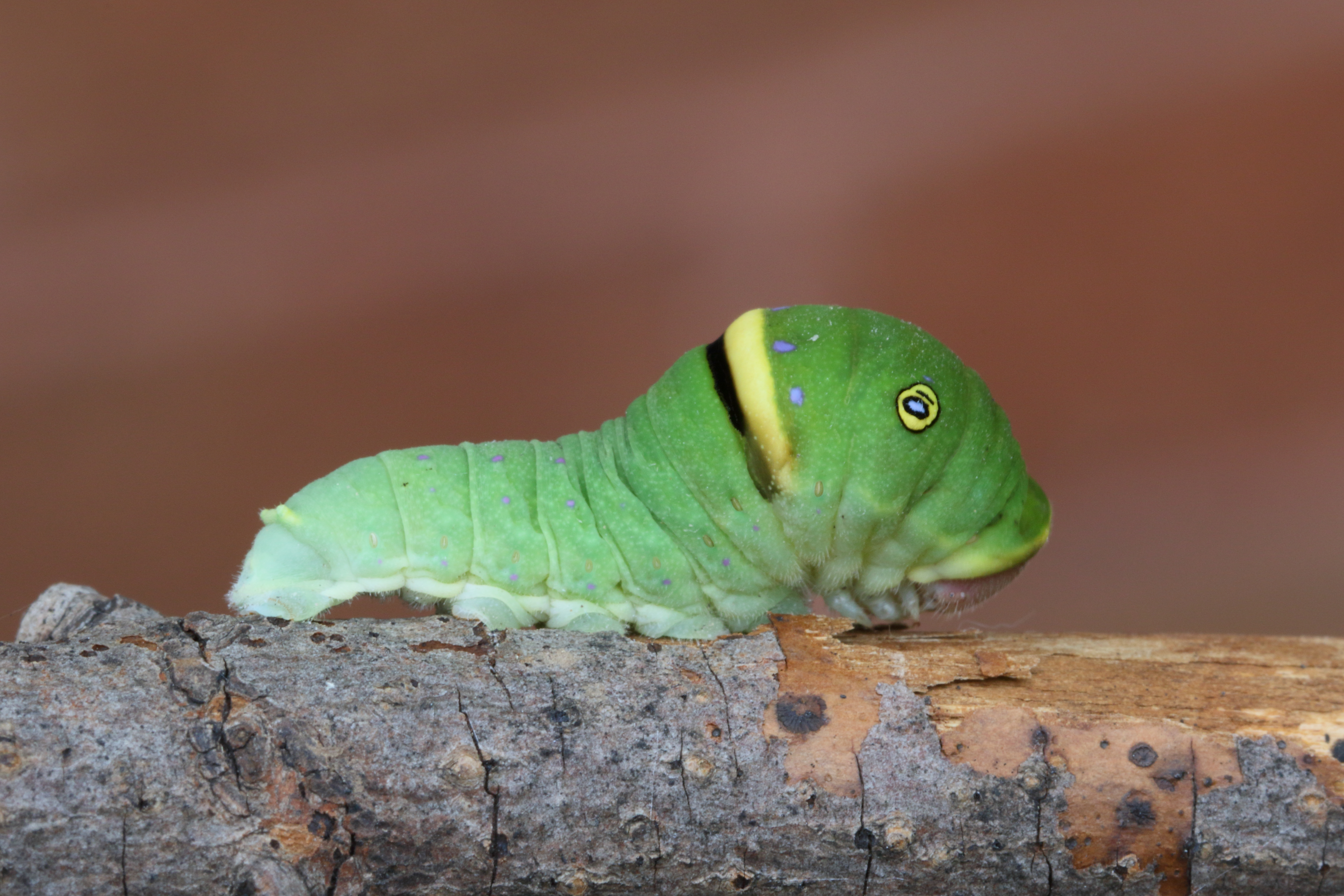
Larve mature
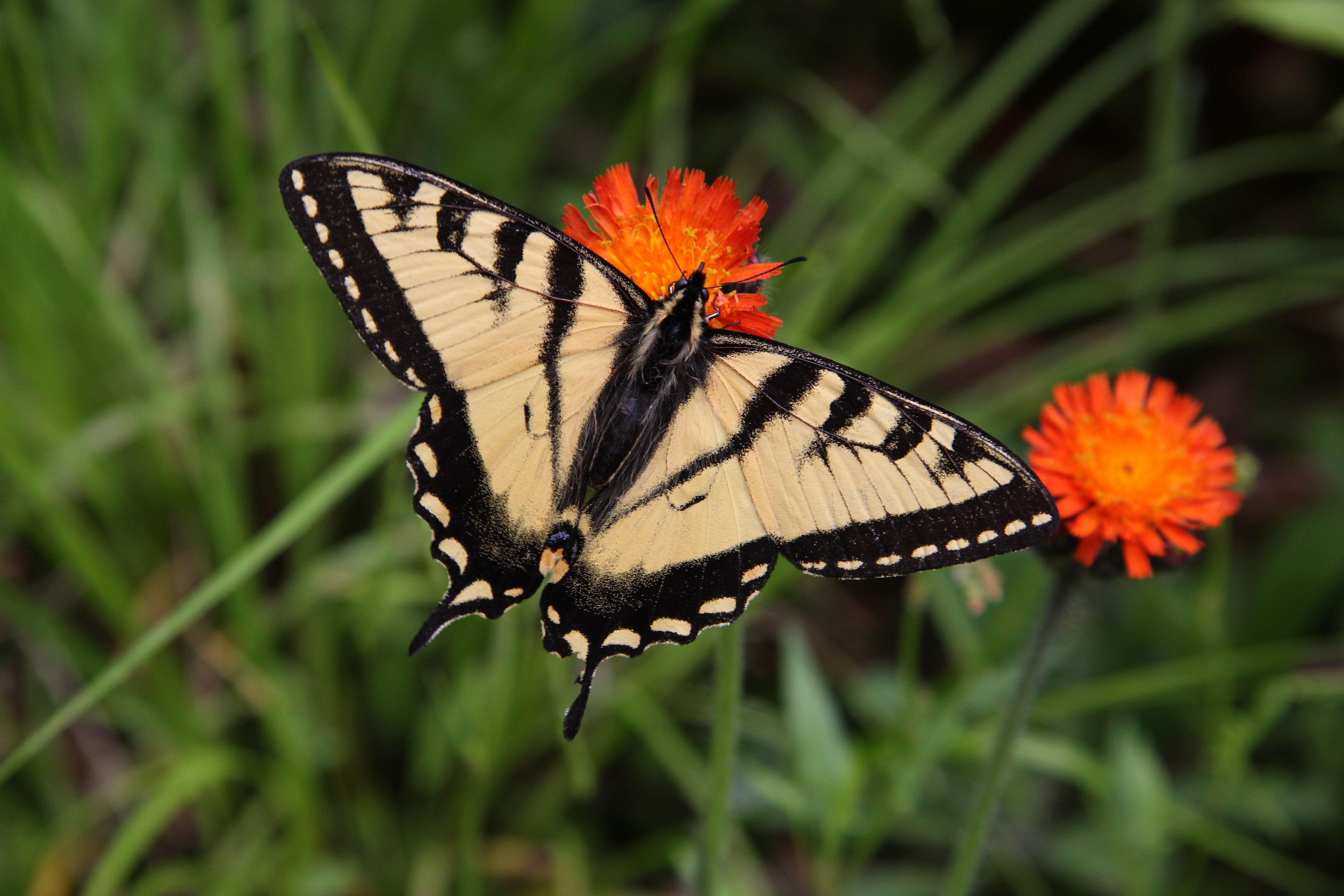
Adulte

## Cycle de vie

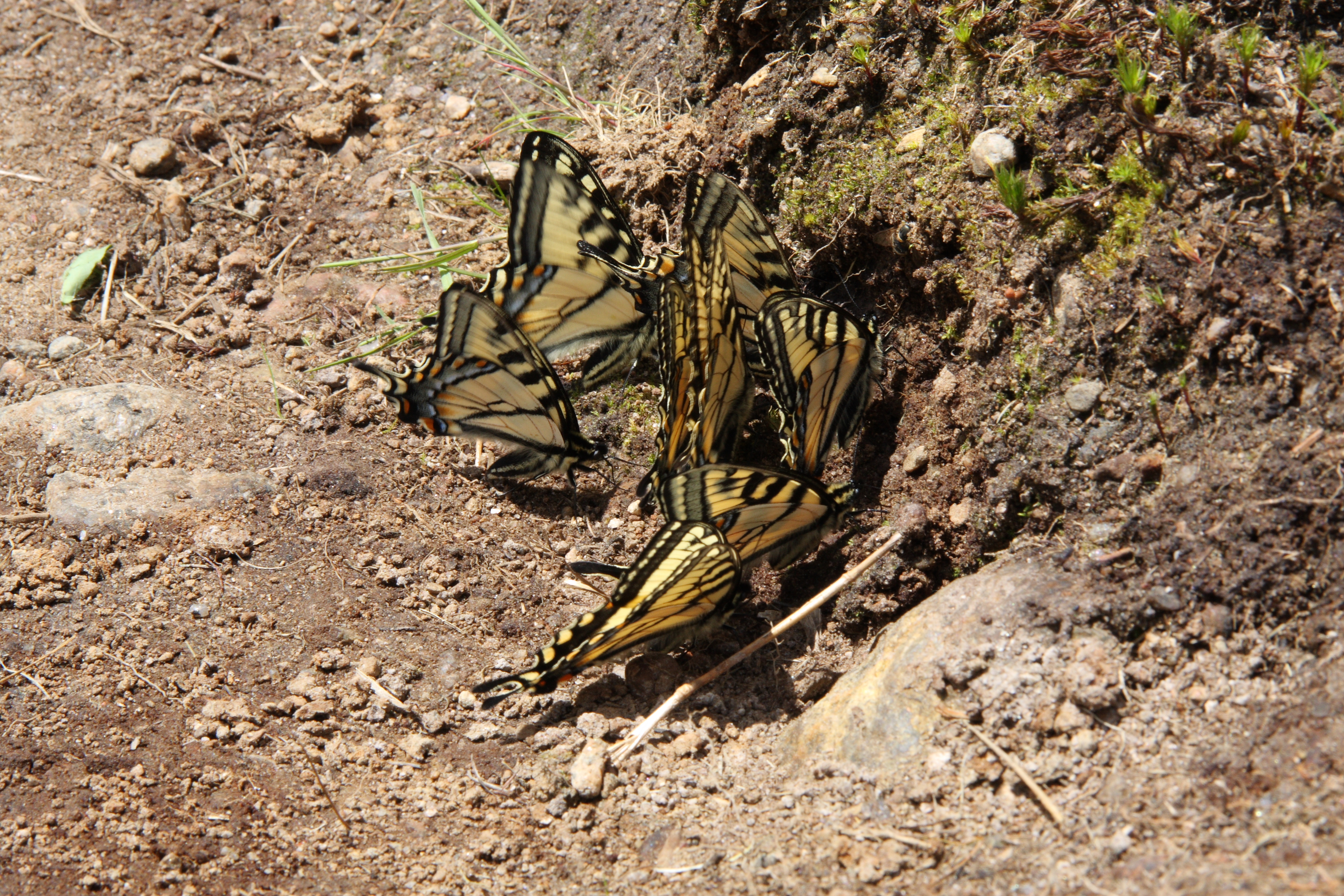
Rassemblement de Papilio canadensis mâles

Après l'accouplement, la femelle pond ses œufs verdâtres sur les feuilles de la plante hôte. Ceux-ci sont déposés individuellement. La chenille peut se nourrir de plusieurs types de plantes, dont diverses espèces de saules (Salix spp.), de cerisiers (Prunus spp.), de peupliers (Populus spp.) et de frênes (Fraxinus spp.).
Avant sa transformation en chrysalide, la chenille devient brun rosé. Elle se fixe à une tige à l'aide de fils de soie, puis sa cuticule se fend pour laisser émerger la chrysalide. C'est à ce stade qu'elle passera l'hiver. L'adulte émergera au printemps suivant. L'espèce est univoltine et elle est présente de mai à juillet,.
Papilio canadensis se rencontre dans les boisés clairsemés, les milieux ouverts adjacents, les milieux urbains avec présence de plantes hôtes. On peut observer des rassemblements de mâles sur le sol humide des chemins de terres ou de graviers, autour des mares d'eau, de boue, près d'excréments ou d'un animal en décomposition. Ils y sont présents à cause des minéraux (ex : sodium), qu'ils absorbent à l'aide de leur trompe. L'adulte se nourrit de nectar et butine les fleurs de nombreuses espèces de végétaux.

### Liste des plantes hôtes
Selon Handfield (1999) : 
- Aceraceae - genre Acer
- Betulaceae - genres Alnus, Betula, Corylus et Ostrya
- Salicaceae - genres Populus et Salix
- Rosaceae - genres Amelanchier, Malus, Prunus et Sorbus
- Oleaceae - genres Fraxinus et Syringa
- Tiliaceae -  genreTilia

### Protection
Les populations de l'espèce sont relativement stables. L'espèce peut être rare dans les limites de sa répartition géographique.